# Burley Follett
Pour les articles homonymes, voir Follett.
Burley Follet est né dans le comté d'Otsego dans l'État de New York le 30 décembre 1806. il est le fils de Ezekiel et Elizabeth Follett venant de Nouvelle-Angleterre.
Burley était le troisième d'une famille de huit enfants. Après la mort de son père il vécut avec la famille de David French.
En 1822, M. French, s'établit avec sa famille à Détroit. Là il créa une usine de vêtements avec l'aide d'Elisha Eldred.
C'est durant cette période que Follett acquis sa connaissance des affaires.
Le 21 août 1836, Follett épousa Elizabeth Arndt Ward. Ils eurent 11 enfants, Mary Ward; David F.; George B.; Henry S.B.; William Ward; Camillia; Celinda; John Ward; Lizzie; Frances C.; et James E.
C'est en 1858 qu'il devint maire de Green Bay pour la première fois et il ré-occupa cette fonction en 1863.
Il est mort le 21 février 1877.